# Фридрих IV Шенк фон Лимпург
Фридрих IV Шенк фон Лимпург Mladi (на немски: Friedrich IV Schenk von Limpurg; * 20 март 1401; † 23 март или 24 май 1474) от фамилията „Шенк фон Лимпург“, е господар на Шпекфелд-Оберзонтхайм.

## Произход
Той е син на Фридрих III Шенк фон Лимпург († 1414) и съпругата му Елизабет фон Хоенлое-Шпекфелд († 1445), дъщеря на Готфрид III фон Хоенлое-Уфенхайм-Ентзе († ок. 1387) и графиня Анна фон Хенеберг-Шлойзинген († сл. 1388). Брат е на Конрад IV Шенк фон Лимпург (1396 – 1482), шенк на Лимпург-Гайлдорф, и Готфрид IV Шенк фон Лимпург (1403 – 1455), епископ на Вюрцбург (1443 – 1455).
Фридрих IV Шенк умира на 23 март или 24 май 1474 г. на 59 години и е погребан в Комбург.

## Фамилия
Първи брак: на 29 януари 1437 г. със Сузана фон Тирщайн († 24 май 1474), дъщеря на граф Бернхард фон Тирщайн (1389 – 1453) и Ита фон Тогенбург († 1414) или Хенриета фон Бламонт († 1434). Те имат двама сина:
- Георг II Шенк фон Лимпург (* ок. 1438; † 10 май 1475), господар на Шпекфелд-Оберзонтхайм, женен през януари 1466 г. за Маргарета фон Хоенберг-Вилдберг († 22 юни 1475)
- Вилхелм Шенк фон Лимпург (* 8 ноември 1439?; † 10 март 1517, Бамберг)

Втори брак: през 1460 г. с Катарина фон Вертхайм. Бракът е бездетен.